# Wu Wen-chien
Dans ce nom chinois, le nom de famille, Wu, précède le nom personnel Wen-chien.
Wu Wen-chien (en chinois : 吳文騫, né le 9 juin 1977) est un athlète taïwanais spécialiste du demi-fond et du fond. Détenteur des records de Taïwan du 3 000 m en 9 min 20 s 34, du 5 000 m en 13 min 54 s 42 et du 3 000 m steeple en 8 min 34 s 76, il a participé aux Jeux olympiques en 2004 et 2008 sur marathon.

## Biographie

### Palmarès
| Date | Compétition                  | Lieu      | Résultat | Épreuve         | Performance     |
| ---- | ---------------------------- | --------- | -------- | --------------- | --------------- |
| 2000 | Championnats d'Asie          | Jakarta   | 4e       | 5 000 m         | 14 min 12 s 26  |
| 2000 | Championnats d'Asie          | Jakarta   | 6e       | 3 000 m steeple | 8 min 56 s 74   |
| 2001 | Jeux de l'Asie de l'Est      | Osaka     | 3e       | 5 000 m         | 14 min 15 s 50  |
| 2001 | Jeux de l'Asie de l'Est      | Osaka     | 3e       | 3 000 m steeple | 8 min 44 s 15   |
| 2001 | Universiade d'été            | Pékin     | 10e      | Semi-marathon   | 1 h 07 min 24 s |
| 2001 | Universiade d'été            | Pékin     | 8e       | 3 000 m steeple | 8 min 40 s 25   |
| 2002 | Championnats d'Asie          | Colombo   | 5e       | 5 000 m         | 14 min 25 s 16  |
| 2002 | Championnats d'Asie          | Colombo   | 5e       | 3 000 m steeple | 8 min 52 s 08   |
| 2002 | Jeux asiatiques              | Busan     | 6e       | 5 000 m         | 13 min 54 s 42  |
| 2002 | Jeux asiatiques              | Busan     | 4e       | 3 000 m steeple | 8 min 34 s 76   |
| 2003 | Universiade d'été            | Daegu     | 13e      | Semi-marathon   | 1 h 07 min 04 s |
| 2003 | Championnats d'Asie          | Manille   | 2e       | 3 000 m steeple | 8 min 55 s 38   |
| 2004 | Championnats d'Asie en salle | Téhéran   | 2e       | 3 000 m         | 8 min 24 s 39   |
| 2005 | Championnats d'Asie          | Incheon   | 3e       | 5 000 m         | 14 min 32 s 43  |
| 2005 | Championnats d'Asie          | Incheon   | 3e       | 3 000 m steeple | 8 min 42 s 96   |
| 2005 | Jeux de l'Asie de l'Est      | Macao     | 3e       | 3 000 m steeple | 8 min 50 s 41   |
| 2006 | Jeux asiatiques              | Doha      | 8e       | 3 000 m steeple | 9 min 12 s 31   |
| 2009 | Jeux de l'Asie de l'Est      | Hong Kong | 3e       | 3 000 m steeple | 9 min 04 s 48   |
| 2010 | Jeux asiatiques              | Canton    | 10e      | 10 000 m        | 30 min 07 s 87  |
| 2010 | Jeux asiatiques              | Canton    | 7e       | 3 000 m steeple | 9 min 00 s 80   |

### Records
| Épreuve              | Performance     | Lieu   | Date            |
| -------------------- | --------------- | ------ | --------------- |
| 1 500 mètres         | 3 min 50 s 23   | Azusa  | 17 juillet 2005 |
| 3 000 mètres         | 9 min 20 s 34   | Miaoli | 15 octobre 2010 |
| 5 000 mètres         | 13 min 54 s 42  | Busan  | 10 octobre 2002 |
| 10 000 mètres        | 29 min 33 s 50  | Pékin  | 22 mai 2008     |
| Semi-marathon        | 1 h 07 min 04 s | Daegu  | 30 août 2003    |
| Marathon             | 2 h 16 min 05 s | Xiamen | 5 janvier 2008  |
| 3 000 mètres steeple | 8 min 34 s 76   | Busan  | 9 octobre 2002  |